# Río Jordán (Tunja)
El río Jordán es la denominación que se le da al nacimiento del río Chicamocha (3000msnm) en la Ciudad de Tunja por ser clara y pura sus aguas en los años 60 o 70, creándose las piscinas y  la Licorera de Boyacá que en esas épocas utilizaba su agua; hace parte de la cuenca alta del río Chicamocha, atravesando la ciudad de  Tunja  de sur a norte. sus aguas irrigan a Oicatá, decanta sus aguas en la represa la playa de Tuta, Sotaquirá, Maguncia, Paipa, Duitama, Sogamoso y sigue hasta llegar a Soatá, luego  Málaga hasta llegar a Bucaramanga y convertirse en el río Sogamoso que termina irrigando sus aguas en el río Magdalena.  
El río Jordán o Chicamocha en esa etapa No es un río navegable, ni especialmente caudaloso, pero si vital para el desarrollo de Tunja y los municipios aledaños.
La cuenca del Jordán alberga cerca de doscientas mil personas. Tiene una longitud aproximada de 30 km. 
el Río Jordán y el Río de Soracá nutren por la parte oriental la cuenca del río chicamocha en la ciudad de Tunja.

## Geografía
Cuenca alta. El río Jordán nace en los páramos de la vereda de Runta alto del moral, en el sur de la ciudad. Luego desciende de las montañas de occidente y discurre a lo largo del valle ente dos montañas. su principal humedal es el del cobre, luego sus curvaturas desaparecen y los humedales están siendo construidos por edificios y barrios en el avance de la ciudad, al igual que las zonas pantanosas. Su curso ha sido constantemente modificado y las riberas han sido reconstruidas luego de varias inundaciones. En algunos sectores, las barreras de contención han bajado el nivel del rio hasta tener 4 metros de altura. Se encuentra con el río la Vega a la altura del pozo de Hunzahúa o Pozo de Donato en la Centro Norte y continúa su curso por la zona nororiental, hasta la PTAR, luego pasa por los municipios de Cómbita y Oicatá hasta que desemboca en el norte del Área metropolitana en el Embalse de La Playa.

## Contaminación y medio ambiente
Desde el kilómetro dos (2) de su nacimiento, el río Jordán  o Chicamocha presta todo tipo de servicios para sus ribereños desde zonas industriales en el kilómetro tres (3) en adelante junto con  los desechos orgánicos e industriales, edificaciones sobre sus riberas, pozos profundos, canalización de aguas servidas de la ciudad y zonas aledañas, además la planta de tratamiento de agua residual (PTAR) esta al final de la ciudad. se cuentan con humedales en estado crítico pero recuperables como el ecosistema del humedal del cobre, el humedal de la cabañita, el del batallón, entre otros El ecosistema original de la época precolombina se ha visto completamente modificado y dichas alteraciones han causado efectos en la zona, destrucción del lecho natural del río, desviación de las riberas del río, formación de cárcavas y desaparición del ecosistema de humedal nativo. La degradación de los suelos circundantes por eutrofización es una preocupación al igual que el taponamiento de su curso por residuos sólidos de gran proporción.

## Esfuerzos para reducir la contaminación
En este sentido, se afirma que no existe Plan de Ordenamiento Territorial concerniente. Sólo se ha realizado obras en la planta de tratamiento ubicada en el Embalse La Playa. La Empresa de Aseo de la ciudad realiza revisiones periódicas, sin embargo no se observan esfuerzos conjuntos para la canalización adecuada y el tratamiento  de las aguas negras, grises y blancas, para entregarlas al cuerpo de agua principal nuevamente, no hay planes de reforestación adecuados y se desconoce cómo descontaminar el río. los esfuerzos son de las comunidades que están teniendo las afectaciones e impulsan campañas para prevenir o mitigar los riesgos.